# CS-340
De CS-340 (Carretera Secundaria 340) een secundaire weg in Andorra. De weg verbindt Ordino met de bergpas Coll d'Ordino. Na deze pas loopt de weg verder als CS-240 naar Canillo. De weg heeft veel haarspeldbochten en is 9,5 kilometer lang.